# 張東赫

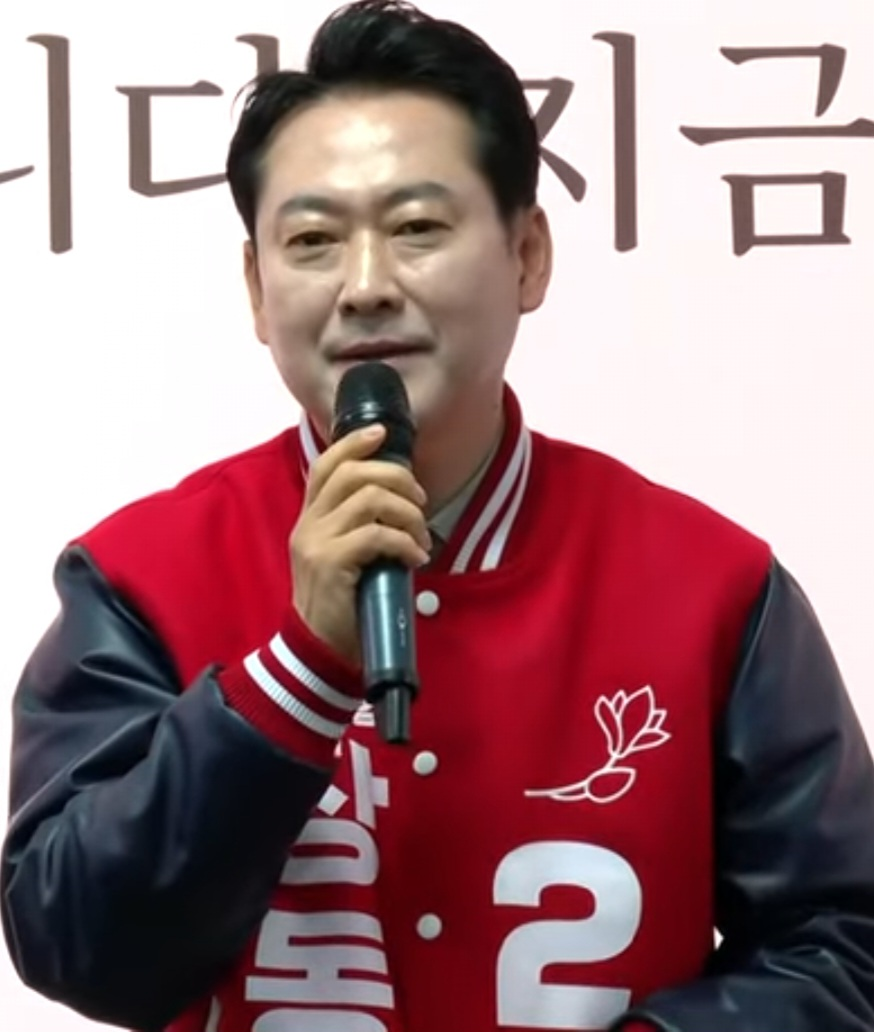
2024年撮影

張 東赫（チャン・ドンヒョク、장동혁、1969年6月2日 - ）は、大韓民国の官僚、法曹、政治家。忠南保寧出身。第21・22代韓国国会議員。

## 学歴
- 大昌初等学校（朝鮮語版） 卒業
- 熊川中学校（朝鮮語版） 卒業
- 大川高等学校（朝鮮語版） 卒業
- ソウル大学校師範大学フランス語教育科 学士[2]

## 経歴
- 1991年：第35回行政考試（朝鮮語版） 合格
- 教育部勤務、教育庁（朝鮮語版） 事務官
- 1995年6月：空軍少尉任官（学士将校・空軍士官候補生94期名誉委員長）
- 1995年6月 - 1998年6月：空軍士官学校教授（軍事学処）
- 1998年6月：空軍中尉転役[3]
- 2001年：第43回司法試験（朝鮮語版） 合格
- 2004年：司法研修院（朝鮮語版）33期 修了
- 2006年2月：大田地方法院（朝鮮語版） 判事
- 2007年2月：大田地方法院瑞山支院（朝鮮語版） 判事
- 2009年2月：大田地方法院家庭支院（大田家庭法院（朝鮮語版）の前身） 判事
- 仁川地方法院（朝鮮語版） 判事
- 2016年2月 - 2018年2月：国会派遣判事
- 2018年：ソウル中央地方法院（朝鮮語版） 判事
- 2019年2月 - 2020年1月：光州地方法院（朝鮮語版） 部長判事
- 法務法人（朝鮮語版） ウィン(WIN) 代表弁護士
- 2020年5月 - 2020年9月：未来統合党大田広域市党儒城区甲党員協議会委員長
- 2020年7月 - 2020年9月：未来統合党大田広域市党 委員長
- 2020年9月 - 2022年4月：国民の力大田広域市党儒城区甲党員協議会委員長
- 2020年9月 - 2021年7月：国民の力大田広域市党 委員長
- 2022年：尹錫悦陣営 大統領選挙委員長
- 2022年4月 - 5月：第8回全国同時地方選挙 国民の力 大田広域市長 予備候補[2]
- 2022年5月 - 6月：2022年6月再補欠選挙（朝鮮語版） 国民の力 忠南保寧市・舒川郡（朝鮮語版）国会議員候補
- 2022年6月1日：2022年6月再補欠選挙 当選
- 2022年9月 - 2023年12月：国民の力 院内代弁人（スポークスパーソン）
- 2022年9月：国民の力 MBC偏波操作放送真相究明タスクフォース員
- 2022年9月 - ：国民の力 忠清南道党保寧市・舒川郡党員協議会委員長
- 2022年10月：国民の力 党国会部議長候補者選出選挙管理委員会委員
- 2022年10月：国民の力 法律諮問委員会首席副委員長
- 2022年12月：国民の力 党常任委員長候補者選出選挙管理委員会委員
- 2022年12月 - 2023年1月：国民の力 党代表および最高委員選出のための中央党選挙管理委員会委員
- 2023年3月 - 4月：国民の力 院内代表と国会運営委員長選出のための選挙管理委員会委員
- 2023年3月：国民の力 民生希望特別委員会委員
- 2023年12月 - 2024年4月：国民の力 事務総長[4]
- 2023年12月 - 2024年4月：国民の力 総選挙企画団団長
- 2023年12月 - 2024年4月：国民の力 公正選挙制度改善特別委員会委員
- 2024年1月 - 3月：国民の力 4・10国会議員選挙および再補欠選挙のための公薦管理委員会副委員長
- 2024年3月 - 4月：国民の力 大韓民国第22代国会議員選挙中央選挙対策委員会総括選挙対策本部長
- 2024年3月 - 4月：大韓民国第22代国会議員選挙 国民の力 忠清南道党選挙対策委員会共同選対委員長
- 2024年4月10日：大韓民国第22代国会議員選挙 当選（忠南保寧市・舒川郡、国民の力、再選）
- 2024年5月 - 6月：国民の力 院内首席代弁人
- 2024年6月 - 7月：国民の力 政策委員会傘下 緊急民生懸案解決のための財政・洗剤改編特別委員会委員

- 2024年7月 - 12月：国民の力 首席最高委員
- 2024年7月 - ：国民の力 詐欺弾劾工作真相究明タスクフォース委員長
- 2024年9月 - ：国民の力 法律諮問委員会首席副委員長
- 2024年9月 - ：禹元植国会議長直属国会世宗議事堂（朝鮮語版）建設委員会委員
- 2024年9月 - ：国民の力 湖南同行国会議員発足式名誉議員（全羅南道潭陽郡）

## 議員活動
- 2022年6月 - 2024年5月：第21代国会議員（忠南保寧市・舒川郡、国民の力、当選）
  - 2022年7月 - 2024年5月：第21代国会後半期法制司法委員会委員
    - 第21代国会後半期法制司法委員会法案審査第1小委員会委員

  - 2022年7月 - 2023年5月：第21代国会後半期予算決算特別委員会委員
    - 第21代国会後半期予算決算特別委員会予算所委員会委員

  - 2022年7月 - 10月：第21代国会民生経済安定特別委員会委員
  - 2022年8月 - 2024年5月：第21代国会政治改革特別委員会委員
    - 第21代国会政治改革特別委員会国会先進化委員会委員

  - 2022年8月 - 11月：第21代国会大法官（朝鮮語版）（呉碩峻（朝鮮語版））任命同意に関する人事聴聞特別委員会委員
  - 2022年9月 - 2024年5月：第21代国会後半期国会運営委員会委員
    - 第21代国会後半期国会運営委員会 国会運営委員会国会運営改善小委員会委員

  - 2022年12月 - 2023年4月：第21代国会倫理特別委員会委員
    - 第21代国会倫理特別委員会第2小委員会委員

  - 2023年6月 - 2024年5月：第21代国会後半期予算決算特別委員会委員
    - 第21代国会後半期予算決算特別委員会決算審査小委員会委員
    - 第21代国会後半期予算決算特別委員会予算案等調整小委員会委員

  - 2023年6月 - 7月：第21代国会大法官（権英俊（권영준）、徐慶桓（서경환）任命同意に関する人事聴聞特別委員会委員
  - 2023年9月 - 10月：第21代国会大法院長（李均龍（朝鮮語版））任命同意に関する人事聴聞特別委員会委員
- 2024年5月 - ：第22代国会議員（忠南保寧市・舒川郡、国民の力、再選）
  - 2024年6月 - ：第22代国会前半期法制司法委員会委員
    - 第22代国会前半期法制司法委員会法案審査第1小委員会委員
    - 第22代国会前半期法制司法委員会予算決算基金審査小委員会委員

  - 2024年6月 - 7月：第22代国会前半期予算決算特別委員会委員
  - 国会グローバル外交安保フォーラム構成議員
  - 持続可能な成長のための構造改革実践フォーラム構成議員
  - 2024年12月 - ：第22代国会前半期殉職海兵捜査妨害および事件隠蔽等の真相究明のための国政調査特別委員会委員
  - 2025年2月：尹錫悦政府の非常戒厳宣布を通じた内乱真相究明国政調査特別委員会委員

## 選挙歴
| 当落 | 選挙                | 執行日        | 選挙区             | 政党       | 得票数 | 得票率 | 定数 | 得票順位 |
| ---- | ------------------- | ------------- | ------------------ | ---------- | ------ | ------ | ---- | -------- |
| 落   | 第21代総選挙        | 2020年4月15日 | 大田儒城区甲       | 未来統合党 | 25,420 | 40.34% | 1    | 2        |
| 当   | 2022年6月再補欠選挙 | 2022年6月1日  | 忠南保寧市・舒川郡 | 国民の力   | 39,960 | 51.01% | 1    | 1        |
| 当   | 第22代総選挙        | 2024年4月10日 | 忠南保寧市・舒川郡 | 国民の力   | 46,505 | 51.50% | 1    | 1        |

## エピソード
本来は親韓（東勲）系に分類されたが、尹錫悦大統領による非常戒厳令以降は尹錫悦の逮捕の反対集会に参加するなど、親尹系と共に行動するようになった。また、国民の力内部の「非常戒厳特検法」の発議に対しても反対意見を表明した。
法曹一元制に対しては反対意見を表明した。また、キリスト教徒らしく洪壮源メモを批判する際に進化論を貶したことがあり、大田の弾劾反対キリスト教集会に参加した際に時局を戦争に例えて「神様が勝利に導く」と発言した。
2024年10月、3千万ウォンほどの財産の過少申告という疑いにより、公職選挙法違反で起訴された。2025年1月、故意性が認められないとして無罪判決を言い渡された。